# Братські могили в Радянському Союзі
Братські могили в Радянському Союзі використовувались для поховання масової кількості громадян та іноземців, страчених урядом Радянського Союзу за часів Йосипа Сталіна. Ці масові вбивства були здійснені охоронними організаціями, такими як НКВС, і досягли свого піку у Великій чистці 1937–38.

## Список братських могил
Після розпаду СРСР у 1991 році було виявлено багато місць вбивств та поховань, недавно в 2010 році.
- Биківнянські могили — містять приблизно 30 000[5]
- Курапати — щонайменше 50 000 із значно вищими оцінками в радянській пресі[6]
- Токсово, недалеко від Санкт-Петербурга — 30 000 вбитими[7]
- Бутово — понад 20 000 підтверджених вбитих[8]
- Єкатеринбург — 18 000 страчених і похованих
- Комунарка — приблизно 10000 вбитих
- Сандармох — виявлено понад 9000 тіл[9]
- Колпашево — понад 1000 тіл, виявлених у 1979 році, а потім знешкоджених за вказівкою керівника місцевої партії.[10]
- Братські могили в Умані, Білій Церкві, Черкасах та Житомирі.[11]
- Катинська розправа
- Вінницька різанина — ексгумовано 9432 трупи[12]
- У липні 2010 року в Петропавлівській фортеці в Санкт-Петербурзі було виявлено братську могилу, в якій знаходились трупи 80 військових, які були страчені під час більшовицького Червоного терору 1918–21.[13]
- Дем'янів Лаз
- Августівський звіт

## Галерея

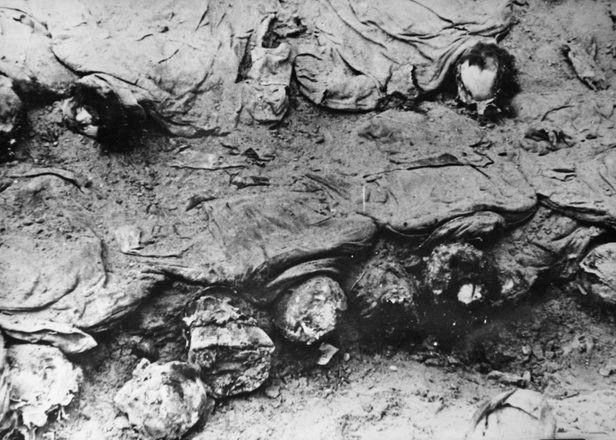
Ексгумація в Катині 1943 року. Фото зроблено польською делегацією Червоного Хреста.
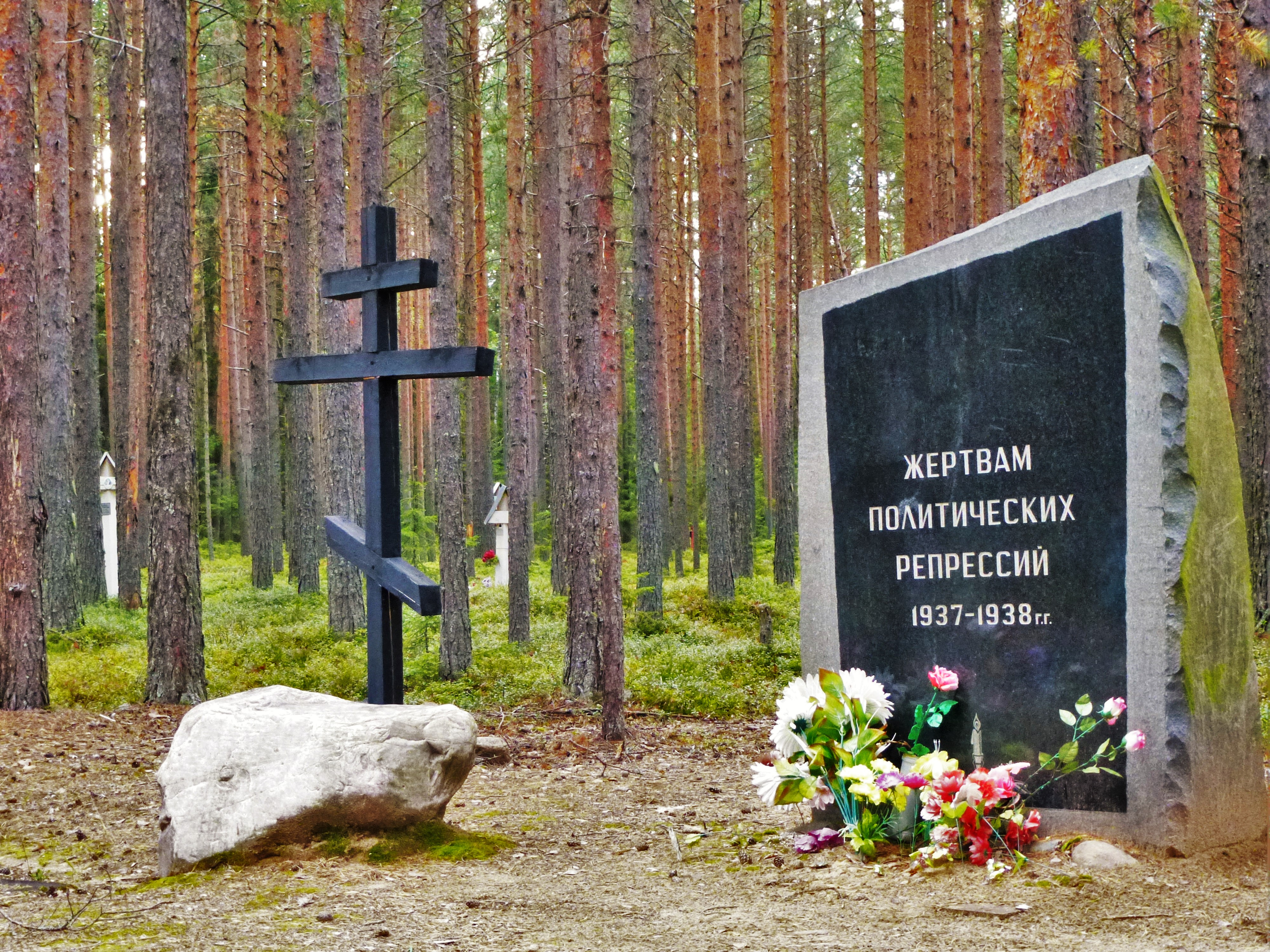
Меморіальне кладовище Красний Бор поблизу Петрозаводська, Росія
Полігон Бутова під Москвою
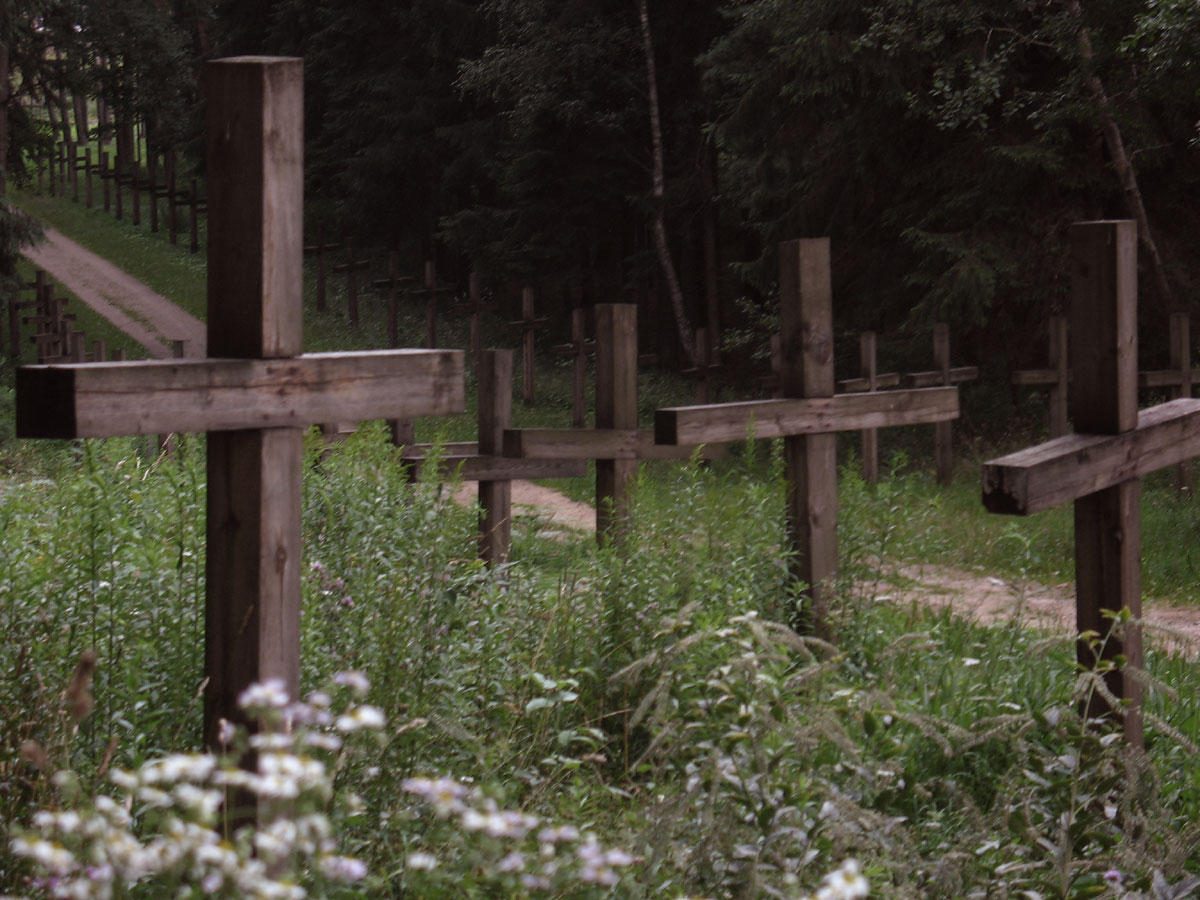
Місце братських могил Куропати поблизу Мінська, Білорусь